# Nakajima Satoru F-1 Hero
Nakajima Satoru F-1 Hero — видеоигра, симулятор гонок Формулы-1, выпущенная для Nintendo Famicom.
В США, для NES игра вышла под названием Michael Andretti’s World Championship.

## Описание игры
Игра представляет собой симулятор гонок Формулы 1. Вам предлагается пройти 9 уровней, в каждом из которых будет предложено пройти определённое число трасс. На каждом уровне с вами будет соперничать 5 гонщиков, трое из которых смогут участвовать с вами в гран-при. В игре имеется список гонщиков. Гонщик, чьё имя расположено в самом верху списка, является самым опытным — это Satoru Nakajima. Для того, чтобы посоревноваться с ним, вам необходимо пройти 8 уровней (в самом начале основным вашим соперником является Michele Aloboreta). Для того чтобы пройти очередной уровень, вам нужно победить вашего основного соперника в общем зачёте, набрав большее количество очков. При прохождении уровня, вы переходите на новый, где вашим основным соперником будет являться следующий гонщик по списку.
В игре есть 4 машины, на которых будут ездить ваши соперники и, собственно, вы. Это Honta V6, Perrari V8, Muken V10 и Suharu Flat 12. В самом начале вам предоставляется машина Muken V10. При прохождении третьего уровня вы будете ездить на Suharu FLAT 12, шестого — Perrari V8, седьмого — Honta V6. Все машины, за исключением Perrari V8, имеют ручную, 4-х ступенчатую коробку передач. Perrari V10 имеет автоматическую коробку.
Для сохранения текущего статуса в общем зачёте нужно записывать специальные пароли, которые игра предоставляет при прохождении очередной трассы.
Список основных соперников, а также машин, на которых они ездят, приведён ниже:
| Номер уровня игры | Имя гонщика | Машина         |
| ----------------- | ----------- | -------------- |
| 1                 | M.Alboreta  | Perrari V8     |
| 2                 | T.Bietsen   | Suharu Flat 12 |
| 3                 | A.Manimi    | Suharu Flat 12 |
| 4                 | N.Manselo   | Muken V10      |
| 5                 | N.Pequet    | Honta V6       |
| 6                 | G.Gerger    | Honta V6       |
| 7                 | A.Senna     | Honta V6       |
| 8                 | A.Brost     | Honta V6       |
| 9                 | S.Nakajima  | Honta V6       |

## Satoru Nakajima F-1 Hero 2
В Японии в 1991-м году для Nintendo Famicom вышла также вторая часть. В ней изменения коснулись только интерфейс, трассы, болиды, имена и фотографии гонщиков. На гран-при для каждой трассы выделяется теперь ровно по 3 круга. В остальном игра полностью идентична первой части (даже Save-коды от первой части игры подходят ко второй).